# Partido Chacabuco
Chacabuco ist ein Partido im Norden der Provinz Buenos Aires in Argentinien. Laut einer Schätzung von 2019 hat der Partido 52.304 Einwohner auf 2.290 km². Der Verwaltungssitz ist die Stadt Chacabuco.

## Orte
Chacabuco ist in 5 Ortschaften und Städte, sogenannte Localidades, unterteilt.
- Chacabuco
- Rawson
- O’Higgins
- Castilla
- Los Ángeles

## Wirtschaft
Die Wirtschaft von Chacabuco wird von der Landwirtschaft dominiert. Die Hauptstützen der landwirtschaftlichen Produktion im Partido sind der Anbau von Sojabohnen, Weizen und Mais. Es gibt auch viele Rinderfarmen in der Gegend sowie sekundäre auf der Landwirtschaft beruhende Industrie.